# Yamaha XS 750
La Yamaha XS 750 è una motocicletta costruita dalla Yamaha dal 1976 al 1979.

## Il contesto
Peculiarità di questa moto sono, rispetto alla contemporanea produzione Yamaha, il motore 3 cilindri in linea frontemarcia, raffreddato ad aria (con una cilindrata di 747cm³), e la trasmissione a giunto cardanico.
È stata prodotta in due differenti versioni, la "Standard" (versione turistica) e la "Special" (di impostazione più custom), ed aggiornata di anno in anno fino al 1979, quando è stata sostituita dalla Yamaha XS 850.
Dopo il grande successo della XS 650, la Yamaha decise di riunire tutti i modelli con motore a 4 tempi sotto la sigla TX, e di creare nuovi modelli 500 e 750 cm³. Il motore di quest'ultimo presentava un innovativo sistema di bilanciamento, chiamato Omni-Phase, che, per un errore di progettazione, creava dei problemi nel circuito di lubrificazione, causando rotture dei cuscinetti dell'albero motore. La maggiore innovazione del modello fu quindi anche la causa della sua rovina.
La Yamaha, per risollevarsi dall'insuccesso decise quindi di rinnovare la produzione e tornare alla vecchia sigla XS, poiché TX era diventato ormai sinonimo di scarsa affidabilità e design datato, presentando l'innovativa XS 750.

## I modelli

### XS 750 C (1976)
È stato il primo modello di XS750, presentava un serbatoio diverso dai successivi modelli, cerchi in lega a 7 razze, 3 carburatori Mikuni Mark I, scarico 3 in 1 ed accensione a puntine. È un modello molto raro e poco diffuso al di fuori del Giappone.

### XS 750 D (1977)
Da quest'anno la moto presenta la sua forma definitiva. Il serbatoio cambia design, diventa più alto e con degli incavi sui lati per le gambe del pilota. È uguale al modello GX750 venduto nel mercato giapponese, con la sola differenza che quest'ultimo montava cerchi a raggi e non in lega.

### XS 750 2D (1977)
Presenta qualche modifica rispetto al modello precedente, come lo scarico 3 in 2, con un silenziatore per lato.

### XS 750 E (1977)
Questo è il modello che presenta le maggiori modifiche rispetto al modello precedente. I carburatori vengono sostituiti con dei più performanti Mikuni BS34 Mark II, l'accensione a puntine viene sostituita con una elettronica (che permette al motore di raggiungere regimi più alti, la "zona rossa" viene infatti alzata da 7500 a 9000 giri), la testa viene modificata per aumentare il rapporto di compressione. Tutte queste modifiche aumentano la potenza massima di circa 10 cavalli, arrivando a quota 74.
Viene anche introdotta la versione "Special", che presenta forcelle più lunghe, serbatoio a goccia e retrotreno più basso. Ha ottenuto un buon successo di vendite soprattutto negli USA.

### XS 750 F (1979)
Vengono introdotti i cerchi tubeless (di disegno uguale ai precedenti) e un serbatoio opzionale da 24 litri (invece che 17).
È l'ultimo modello della serie 750, verrà sostituita dal modello XS850 del 1980.

## Curiosità
- Anche se in Italia non fu un modello molto apprezzato, negli USA e nel resto d'Europa (soprattutto Germania e Regno Unito), conta numerosi appassionati, che apprezzano le caratteristiche del motore (il 3 cilindri sembra un ottimo compromesso tra la coppia dei bicilindrici e la potenza dei 4 cilindri).
- A causa dell'architettura del motore, il suo suono veniva paragonato (anche nelle brochure dell'epoca) a quello del 6 cilindri boxer delle Porsche 911.